# Pyrenula globifera
Pyrenula globifera är en lavart som först beskrevs av Eschw., och fick sitt nu gällande namn av Aptroot. Pyrenula globifera ingår i släktet Pyrenula och familjen Pyrenulaceae.   Inga underarter finns listade i Catalogue of Life.